# Ondrej Kadák
Ondrej Kadák (* 18. února 1952) je bývalý slovenský fotbalový útočník.

## Fotbalová kariéra
V československé lize hrál za Slovan Bratislava a ZŤS Petržalka. Nastoupil ve 49 utkáních a dal 6 gólů.

### Prvoligová bilance
| Ročník                                   | Zápasy | Góly | Minuty | Klub              |
| ---------------------------------------- | ------ | ---- | ------ | ----------------- |
| 1. československá fotbalová liga 1970/71 | 2      | 1    | 146    | Slovan Bratislava |
| 1. československá fotbalová liga 1981/82 | 25     | 3    | 1 926  | ZŤS Petržalka     |
| 1. československá fotbalová liga 1984/85 | 22     | 1    | 1 108  | ZŤS Petržalka     |
| CELKEM                                   | 49     | 5    | 3 180  |                   |